# Lutipri
Lutipri (... – 834 a.C.) è stato un re armeno  di Urartu, che regnò dall'844 a.C. al 834 a.C.. Fu il secondo monarca di Urartu.

## Biografia
Poco si sa di lui tranne quanto riportato in alcune iscrizioni che sostengono fosse il padre del suo successore come re, Sarduri I.
Sembra abbia regnato tra l'844 a.C. e l'834 a.C., in un periodo oscuro dopo la distruzione dell'antica capitale Arzashkun per mano di Salmanassar III, prima che Sarduri I fondasse la nuova capitale Tushpa.